# Doble Chivilcoy de 1936
La 14.ª edición de la Doble Bragado, fue la 5.ª edición de la Doble Chivilcoy y se disputó los días 19 y 20 de diciembre de 1936. En esta oportunidad constó de dos etapas entre la ciudad de Buenos Aires y Chivilcoy y vuelta con una distancia total de 330 kilómetros.
La primera etapa se disputó el sábado 19 de diciembre y el recorrido tuvo como punto de partida la Plaza del Congreso pasando por Moreno, Luján, Mercedes y llegada a Chivilcoy con una distancia de 170 kilómetros, la segunda se disputó al día siguiente con un recorrido que partió desde Chivilcoy, pasó por Mercedes, Luján, Moreno y la llegada estaba ubicada en la intersección de las calles Directorio y Lacarre en Parque Avellaneda con una distancia de 160 kilómetros.
El ganador fue el entrerriano Mario Mathieu, quien fue escoltado en el podio por Celestino Gobet y Alfredo González.
De la prueba participaron 41 ciclistas.

## Etapas
| Etapa | Fecha           | Recorrido                | km  | Ganador        | Líder          |
| 1ª    | 19 de diciembre | Buenos Aires - Chivilcoy | 170 | Pedro González | Pedro González |
| 2ª    | 20 de diciembre | Chivilcoy - Buenos Aires | 160 | Pedro Tours    | Mario Mathieu  |

## Clasificación Etapas

### Etapa 1
| Posición | Ciclista         | Tiempo     |
| -------- | ---------------- | ---------- |
| 1        | Pedro González   | 4 h 42'00" |
| 2        | Mario Mathieu    | + 1"       |
| 3        | José Giambirtone | + 5'00"    |
| 4        | Ángel Zan        | + 5'30"    |
| 5        | Juan Bianchi     | + 6'00"    |

### Etapa 2
| Posición | Ciclista      | Tiempo    |
| -------- | ------------- | --------- |
| 1        | Pedro Tours   | 4h 58'32" |
| 2        | Mario Mathieu | + 0"      |

## Clasificación final
| Posición | Ciclista         | Tiempo     |
| -------- | ---------------- | ---------- |
|          | Mario Mathieu    | 9 h 40'33" |
| 2        | Celestino Gobet  | +          |
| 3        | Alfredo González | +          |